# Панкратов, Александр Иванович
Алекса́ндр Ива́нович Панкра́тов (9 сентября 1946 — 2 апреля 2003) — российский дипломат. Чрезвычайный и полномочный посланник 1 класса (1992).

## Биография
Окончил Московский государственный институт международных отношений (МГИМО) МИД СССР (1969). Владеет английским и французским языками.
- В 1990—1996 годах — советник-посланник Посольства СССР, затем (с 1991) России в Нидерландах.
- В 1996—2000 годах — заместитель директора Первого Европейского департамента МИД России.
- С 22 августа 2000 по 2 апреля 2003 года — чрезвычайный и полномочный посол Российской Федерации в Чаде[1].

## Дипломатический ранг
- Чрезвычайный и полномочный посланник 2 класса (15 мая 1990)[2]
- Чрезвычайный и полномочный посланник 1 класса (5 мая 1992)[3]